# Iglesia de la Estampa Volada de Nuestra Señora del Carmen
La Iglesia de la Estampa Volada de Nuestra Señora del Carmen, se encuentra  en Avenida Independencia 633, esta fue construida por la iniciativa del obispo Francisco de Borja José Marán, esto con el deseo de agradecer a la Virgen del Carmen. La parroquia fue levantada en el predio cercano a la esquina de la Cañadilla con el Callejón de los Olivos, entre los años 1805 y 1814.

## Historia

### Origen
Se cuenta que un día del 13 de octubre de 1786, en la Plaza de Armas de Santiago de Chile, hubo un evento protagonizado por un vendedor ambulante que ofrecía estampas religiosas. Mientras vendía, un comprador se intereso en una imagen de la Virgen del Carmen y cuando iba a tomarlo , de forma inesperada, la estampa se soltó de las manos del comprador y se elevó sobre su cabeza.
La estampa se encontró suspendida en el aire durante aproximadamente quince minutos, captando la atención de los espectadores. Luego, comenzó a volar hacia la Calle Puente y cruzó el río Mapocho antes de dirigirse hacia la Calle Cañadilla, conocida actualmente como Avenida Independencia. La multitud la siguió de cerca sin perderla de vista. La estampa continuó por la Calle Cañadilla y  descendió suavemente, a los pies de una madre que enseñaba catecismo a sus hijos.
La comunidad cristiana como también las autoridades civiles y religiosas dieron la interpretación a  este suceso como el deseo maternal de la Santísima Virgen, bajo el título del Carmen, de manifestarse en aquel lugar para bendecir y ofrecernos a su Hijo Jesús como el único Dios y Salvador.
En respuesta a sucedido, el Obispo de Santiago, Monseñor Francisco Maran, quien realizó un voto a la Virgen para librarse de una muerte segura a manos del cacique Huentelemu, fundó la primera iglesia en 1794 como una viceparroquia de Renca. Luego, el 22 de julio de 1819, el Obispo José Ignacio Cienfuegos la designó como parroquia, bajo el nombre de "La Estampa Volada de Nuestra Señora del Carmen".

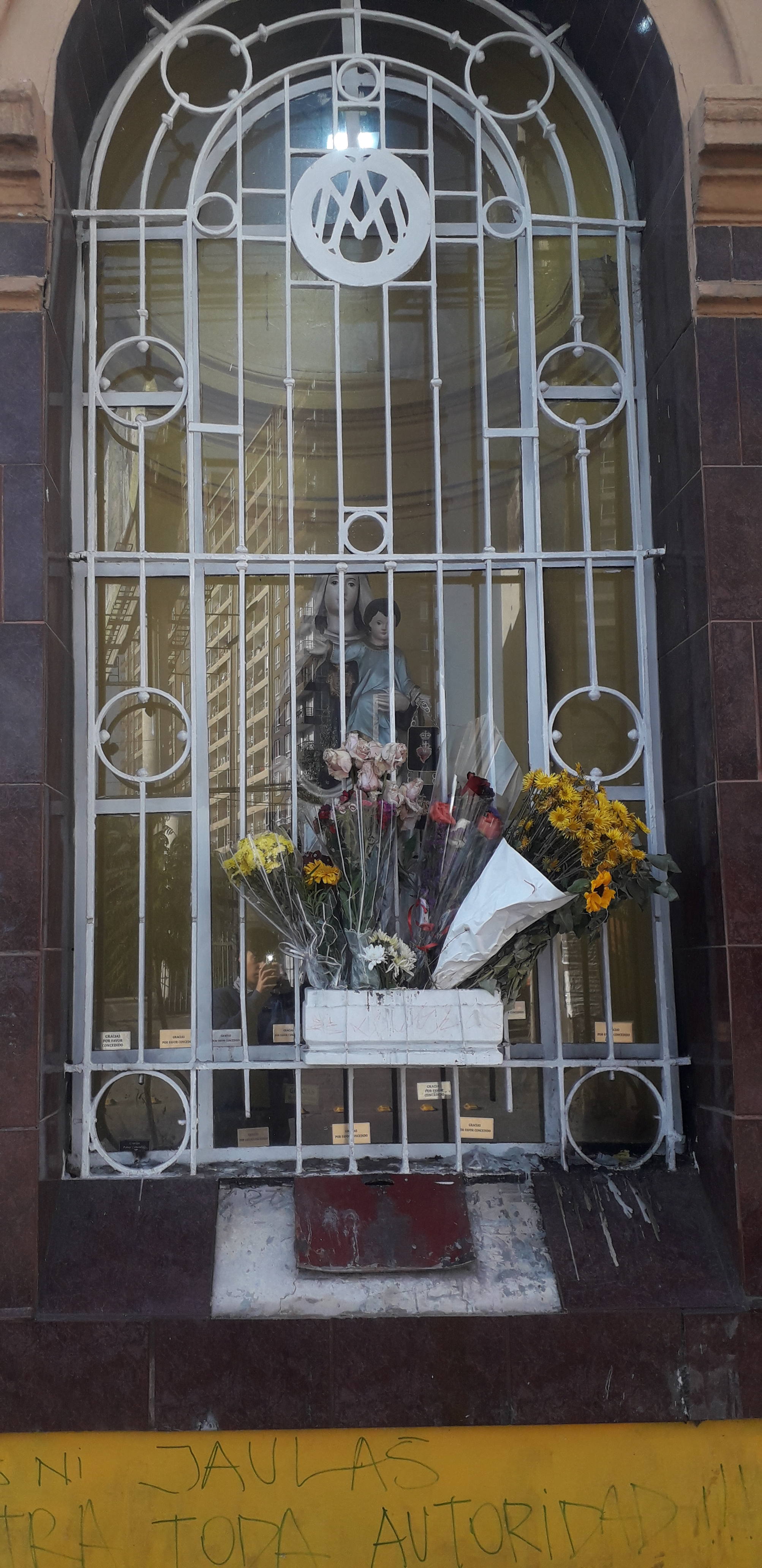
Virgen del Carmen ubicada a la salida de la Parroquia La Estampa

### Construcción
La construcción estuvo a cargo de Juan José Goycolea, quien fue discípulo del arquitecto Joaquín Toesca, arquitecto que diseño la Casa de Moneda de Santiago. El templo fue terminado el año 1814, pero duro poco en pie ya que un terremoto lo derribó en el año 1822.
Durante los siguientes años diversas edificaciones se  levantaron en el lugar, pero no fue sino hasta 1890 que se construyó de manera definitiva. El arquitecto francés Eugenio Joannon Crozier, estuvo a cargo de la construcción.

### Daños a la Virgen del Carmen
En dos ocasiones la imagen de la Virgen fue dañada.
- La primera fue en la noche del 29 de junio de 1888, esta fue robada y arrojada a una acequia que atravesaba la Calle Canadilla, pero la corriente no logró arrastrarla y pudo ser devuelta a su lugar.
- La segunda fue el 8 de septiembre de 1913, donde individuos colocaron dinamita con la intención de destruir la imagen, destruyendo todo lo que se encontraba en el lugar, donde solo la imagen no sufrió daños.